# Bassas da India

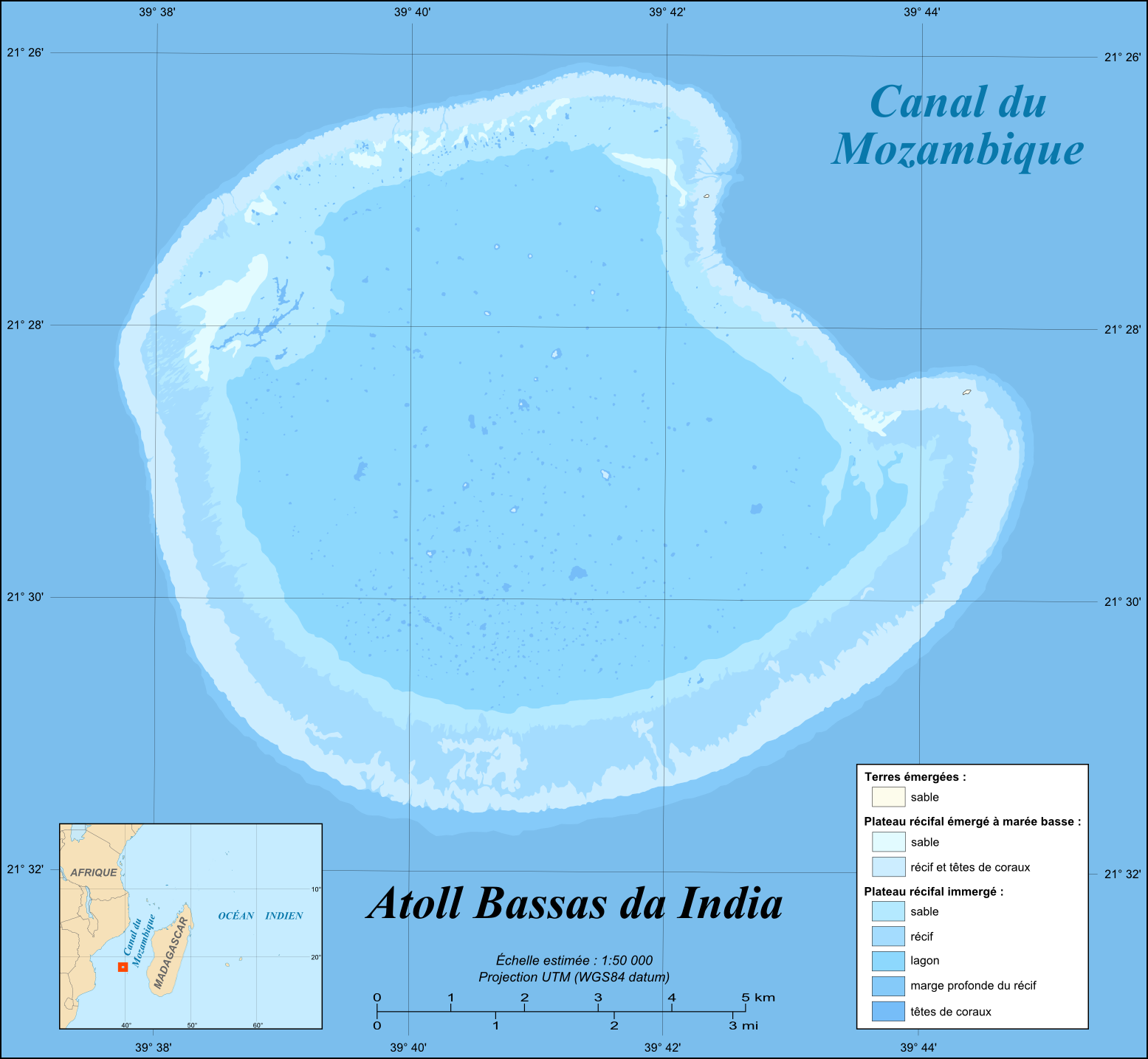
Karta över Bassas da India.

Bassas da India (franska: Îles Bassas da India) är ett så kallat franskt Territoire d'outre mér sedan 1897 och förvaltas direkt från Frankrike genom prefekten för de Franska sydterritorierna. De ingår i de så kallade Îles Éparses. Madagaskar gör sedan länge anspråk på området.

## Geografi
Öarna är en obebodd tropisk öatoll i västra Indiska oceanen mellan Afrika och Madagaskar i södra Moçambiquekanalen. De har en area av cirka 0,2 km² med en 35,2 km lång kustlinje och den högsta punkten befinner sig endast 2 m ö.h. Öarna är en del av en atoll med ett cirkulärt rev som utgör  toppen av en sedan länge utslocknad vulkan. Ankarplats saknas och fartyg måste därför lägga till utanför kusten.
De är sedan gammalt känd som en fara för sjöfarare eftersom öarna vid högvatten ligger under havsytan och är omgivna av rev. De är också utsatta för återkommande cykloner.
För besök krävs tillstånd, men ingen personal finns på plats för att övervaka detta. Öarna är ett populärt mål för dykexpeditioner, som organiseras i Sydafrika.

## Historia
Öarna upptäcktes på 1500-talet av portugisiska sjöfarare. De införlivades 28 februari 1897 i kolonin Franska Madagaskar. Efter Madagaskars självständighet 1960 förvaltades de från Réunion och sedan 2005 förvaltas de genom Franska sydterritorierna.